# 2-й Казачий переулок
Второ́й Каза́чий переу́лок — улица в центре Москвы на Якиманке между 1-м Казачьим и Погорельским переулками.

## История
До конца XIX века переулок назывался 2-й Успенский, по церкви Успения Богородицы что в Казачьей, ещё ранее Тупой и Глухой, так как первоначально был тупиком.

## Описание
2-й Казачий переулок начинается от 1-го Казачьего и проходит на юг параллельно Большой Полянке до Погорельского.

## Здания и сооружения
По нечётной стороне:
- № 7 — посольство Намибии;
- № 11, строение 1 — Бизнес центр АТВ (1991—2013);

По чётной стороне:
- № 2 — посольство Узбекистана, консульский отдел;
- № 4 — жилой комплекс «Римский дом» (2003—2005, архитекторы М. Филиппов, М. Леонов, Т. Филиппова, А. Филиппов, О. Мранова, Е. Михайлова)[1][2];
- № 6 — представительство Краснодарского края